# Kurt von Raumer
Kurt von Raumer (* 15. Dezember 1900 in Erlangen; † 22. November 1982 in Münster) war ein deutscher Historiker und Professor für Neuere Geschichte an der Universität Münster.

## Leben und Wirken
Der Sohn des Erlanger Oberstudienrats Sigmund von Raumer (1860–1939) und der Marie Emilie von Ammon (* 1867), hatte sich 1919 dem Freikorps von Konstantin Hierl angeschlossen. Nach einem Geschichtsstudium erfolgte an der Universität München die Promotion zum Dr. phil. 1924 mit der Dissertation Karl Brater und die Anfänge einer nationaldeutschen Bewegung in Bayern. Nach seiner Habilitation 1928 über Die Zerstörung der Pfalz von 1689 war er zunächst ab 1929 als Privatdozent tätig und ab 1935 als außerplanmäßiger Professor an der Ruprecht-Karls-Universität Heidelberg übernommen worden. Noch im gleichen Jahr ging er als ordentlicher Professor an das Herder-Institut in Riga. Am 23. Oktober 1937 beantragte er die Aufnahme in die NSDAP und wurde zum 1. April 1938 aufgenommen (Mitgliedsnummer 5.517.892).
Raumer hoffte in den 1930er Jahren seiner „nationalpädagogischen Aufgabe“ dadurch gerecht zu werden, dass er die das „Selbstbewusstsein des Volkes“ stärkenden „historischen Glanzpunkte“ und die „Zeiten des nationalen Glücks“ darstellte. 1938 erklärte er, in der Geschichtsauffassung habe sich die Wende von der Staatsgeschichte zur Volksgeschichte vollzogen.
1939 erhielt Raumer den früheren Lehrstuhl des vertriebenen Hans Rothfels an der Albertus-Universität Königsberg und wurde 1942 als Professor für mittlere und neuere Geschichte an die Westfälische Wilhelms-Universität in Münster berufen. Hier war er darüber hinaus Mitglied der Historischen Kommission für Westfalen und 1943–1946 deren Vorsitzender.
Obwohl sich Raumer politisch diskreditiert hatte, konnte er seinen Lehrstuhl in Münster behalten und ohne Einschränkungen weiter lehren und forschen. Er hielt sich jedoch politisch zurück und leistete seinen Fachkollegen auf dem Deutschen Historikertag in München 1949 öffentlich Abbitte. Raumer spezialisierte sich in den Nachkriegsjahren im Bereich der Wirtschafts- und Sozialgeschichte. 1956 war er auch Fachgutachter der Deutschen Forschungsgemeinschaft (DFG) und ab 1959 Vorsitzender des Fachausschusses Geschichte.
Kurt von Raumer, Nachkomme aus der alten ehemals bayerischen, später sächsischen Adelsfamilie von Raumer, war der Urenkel des Geologen, Geographen und Pädagogen Karl Georg von Raumer (1753–1833) sowie Enkel des Sprachwissenschaftlers Rudolf von Raumer (1815–1876).

## Schriften (Auswahl)
- Die Zerstörung der Pfalz von 1689 im Zusammenhang der französischen Rheinpolitik. Oldenbourg, München 1930; im Text unveränderter, um den Tafelteil erweiterter Nachdruck. Pfaehler, Bad Neustadt an der Saale 1982, ISBN 3-922923-16-X; Google Books.
- Der Rhein im deutschen Schicksal. Reden und Aufsätze zur Westfrage. Stilke, Berlin 1936 (= Preußische Jahrbücher. Schriftenreihe. Nr. 24, ZDB-ID 217933-7).
- als Beiträger: Der Bolschewismus und die baltische Front. Hirzel, Leipzig 1939 (= Weltkriegs- und Nachkriegszeit. Lfg. 1 = Baltische Lande. Band 4, 1, ZDB-ID 542868-3).
- Ost und West in der Erhebung von 1813. Herausgegeben von der Gesellschaft für Rheinische Geschichtskunde. Hanstein, Bonn 1940.
- als Herausgeber mit Theodor Schieder: Stufen und Wandlungen der deutschen Einheit. Deutsche Verlagsanstalt, Stuttgart u. a. 1943.
- König Heinrich IV. Friedensidee und Machtpolitik im Kampf um die Erneuerung Frankreichs (= Darstellung und Deutung. 4). Silva, Iserlohn 1947.
- mit Emil Lehnartz: Sinn und Erbe der deutschen Revolution 1848 (= Schriften der Gesellschaft zur Förderung der Westfälischen Wilhelms-Universität zu Münster. Heft 22, ISSN 0933-2049). Ansprachen bei dem Gedenkakt der Universität Münster am 13. Mai 1948, Aschendorff, Münster 1949.
- Ewiger Friede. Friedensrufe und Friedenspläne seit der Renaissance. Alber, Freiburg (Breisgau) u. a. 1953.
- Deutschland um 1800. Krise und Neugestaltung 1789–1815 (= Handbuch der deutschen Geschichte. 3, 1). 3 Bände. Athenaion, Konstanz 1959–1960.
- Der Freiherr vom Stein und Goethe. Aschendorff, Münster 1965 (= Schriften der Freiherr-vom-Stein-Gesellschaft, Heft 6, ZDB-ID 500460-3).